# Ꙣ (слово ћирилице)
Меки Де (Ꙣ ꙣ; курзив: Ꙣ ꙣ) је слово ћириличног писма.
Меки Де се понекад користио у старославенском језику за представљање гласа [дʲ].

## Рачунарски кодови
| Знак                      | Ꙣ                               | Ꙣ                               | ꙣ                             | ꙣ                             |
| ------------------------- | ------------------------------- | ------------------------------- | ----------------------------- | ----------------------------- |
| Назив у Уникоду           | CYRILLIC CAPITAL LETTER SOFT DE | CYRILLIC CAPITAL LETTER SOFT DE | CYRILLIC SMALL LETTER SOFT DE | CYRILLIC SMALL LETTER SOFT DE |
| Врста кодирања            | децимална                       | хексадецимална                  | децимална                     | хексадецимална                |
| Уникод                    | 42594                           | U+A662                          | 42595                         | U+A663                        |
| UTF-8                     | 234 153 162                     | EA 99 A2                        | 234 153 163                   | EA 99 A3                      |
| Нумеричка референца знака | &#42594;                        | &#xA662;                        | &#42595;                      | &#xA663;                      |

## Слична слова
- Ђ ђ' : Ћириличко слово Ђ
- Д д' : Ћириличко слово Д